# 1422
Il 1422 (MCDXXII in numeri romani) è un anno  del XV secolo.

## Eventi
- 8 giugno - 6 settembre - I Turchi ottomani, guidati da Murad II, assediano la città di Costantinopoli.
- 30 giugno – La Battaglia di Arbedo tra il Ducato di Milano e i cantoni svizzeri vede una vittoria delle truppe milanesi che riconquistano in questo modo i possedimenti elvetici a sud delle Alpi.
- 27 settembre - Stipula del Trattato di Melno, che risolse la disputa territoriale, che si protraeva dal 1382, tra i Cavalieri teutonici e la il Granducato di Lituania circa la Samogizia, e determinò il confine prusso–lituano, che sarebbe rimasto invariato per circa 500 anni. Una porzione del confine originale sopravvive tutt'oggi come parte del confine tra la Lituania e l'oblast' di Kaliningrad, exclave della Russia sul Mar Baltico.
- Prima testimonianza storica dell'arrivo in Italia, a Bologna, di una comunità di nomadi di etnia rom.
- In Francia, alla morte di Carlo VI vengono proclamati due successori: Enrico VI e Carlo VII.

## Nati
- 23 gennaio - Jacopo Guicciardini, politico italiano († 1490)
- 8 marzo - Giacomo Ammannati Piccolomini, cardinale, vescovo cattolico e umanista italiano († 1479)
- 24 marzo - Agnese di Kleve, principessa († 1448)
- 7 giugno - Federico da Montefeltro, condottiero e duca italiano († 1482)
- 30 settembre - Barbara di Brandeburgo, nobile († 1481)
- 27 novembre - Gastone IV di Foix, conte († 1472)
- 29 novembre - Thomas Percy, I barone di Egremont, militare inglese († 1460)
- 23 dicembre - Louis d'Albret, cardinale e vescovo cattolico francese († 1465)
- Bernardo Del Nero, politico italiano († 1497)
- Chökyi Drönma, principessa tibetana († 1455)
- Hund Şehzade, principessa ottomana († 1455)
- Antonio Jacopo Venier, cardinale e vescovo cattolico italiano († 1479)

## Morti
- 15 gennaio - Carlotta di Borbone, sovrana francese (n. 1388)
- 9 marzo - Jan Želivský, presbitero ceco (n. 1380)
- 30 maggio - Taejong di Joseon, sovrano coreano (n. 1367)
- 8 luglio - Michela di Valois, francese (n. 1395)
- 22 agosto - Pedro Fonseca, cardinale portoghese
- 26 agosto - Taddeo di Bartolo, pittore italiano (n. 1362)
- 31 agosto - Enrico V d'Inghilterra, re (n. 1387)
- 17 settembre - Alamanno Adimari, arcivescovo cattolico italiano (n. 1362)
- 17 settembre - Costantino II di Bulgaria, sovrano bulgaro (n. 1369)
- 2 ottobre - Maria di Borgogna, principessa (n. 1380)
- 8 ottobre - Amedeo di Montmayeur, vescovo cattolico francese
- 15 ottobre - Gonsalvo da Lagos, religioso portoghese
- 16 ottobre - Giovanni IV di Meclemburgo-Schwerin, duca
- 21 ottobre - Carlo VI di Francia, sovrano francese (n. 1368)
- 12 novembre - Alberto III di Sassonia-Wittenberg, nobile (n. 1375)
- 19 novembre - Louis d'Harcourt, arcivescovo cattolico francese (n. 1382)
- 2 dicembre - Mikołaj Trąba, arcivescovo cattolico polacco (n. 1358)
- 15 dicembre - Simone di Cramaud, cardinale e arcivescovo cattolico francese
- Filippo Agazzari, scrittore e religioso italiano
- Ercole da Camino, nobile italiano
- Devlet Hatun, ottomana (n. 1370)
- Jacques de Montberon, militare francese
- Albertaccio de' Ricasoli, condottiero italiano
- Suleyman di Bursa, poeta ottomano (n. 1351)
- Thomas Walsingham, storico inglese
- Helvis di Brunswick-Grubenhagen, principessa tedesca (n. 1353)

## Calendario
| Calendario 1422 | Calendario 1422 | Calendario 1422 | Calendario 1422 | Calendario 1422 | Calendario 1422 | Calendario 1422 | Calendario 1422 | Calendario 1422 | Calendario 1422 | Calendario 1422 | Calendario 1422 | Calendario 1422 | Calendario 1422 | Calendario 1422 | Calendario 1422 | Calendario 1422 | Calendario 1422 | Calendario 1422 | Calendario 1422 | Calendario 1422 | Calendario 1422 | Calendario 1422 | Calendario 1422 | Calendario 1422 | Calendario 1422 | Calendario 1422 | Calendario 1422 | Calendario 1422 | Calendario 1422 | Calendario 1422 | Calendario 1422 | Calendario 1422 |
| --------------- | --------------- | --------------- | --------------- | --------------- | --------------- | --------------- | --------------- | --------------- | --------------- | --------------- | --------------- | --------------- | --------------- | --------------- | --------------- | --------------- | --------------- | --------------- | --------------- | --------------- | --------------- | --------------- | --------------- | --------------- | --------------- | --------------- | --------------- | --------------- | --------------- | --------------- | --------------- | --------------- |
|                 | 1               | 2               | 3               | 4               | 5               | 6               | 7               | 8               | 9               | 10              | 11              | 12              | 13              | 14              | 15              | 16              | 17              | 18              | 19              | 20              | 21              | 22              | 23              | 24              | 25              | 26              | 27              | 28              | 29              | 30              | 31              |                 |
| Gennaio         | Gi              | Ve              | Sa              | Do              | Lu              | Ma              | Me              | Gi              | Ve              | Sa              | Do              | Lu              | Ma              | Me              | Gi              | Ve              | Sa              | Do              | Lu              | Ma              | Me              | Gi              | Ve              | Sa              | Do              | Lu              | Ma              | Me              | Gi              | Ve              | Sa              |                 |
| Febbraio        | Do              | Lu              | Ma              | Me              | Gi              | Ve              | Sa              | Do              | Lu              | Ma              | Me              | Gi              | Ve              | Sa              | Do              | Lu              | Ma              | Me              | Gi              | Ve              | Sa              | Do              | Lu              | Ma              | Me              | Gi              | Ve              | Sa              |                 |                 |                 |                 |
| Marzo           | Do              | Lu              | Ma              | Me              | Gi              | Ve              | Sa              | Do              | Lu              | Ma              | Me              | Gi              | Ve              | Sa              | Do              | Lu              | Ma              | Me              | Gi              | Ve              | Sa              | Do              | Lu              | Ma              | Me              | Gi              | Ve              | Sa              | Do              | Lu              | Ma              |                 |
| Aprile          | Me              | Gi              | Ve              | Sa              | Do              | Lu              | Ma              | Me              | Gi              | Ve              | Sa              | Do              | Lu              | Ma              | Me              | Gi              | Ve              | Sa              | Do              | Lu              | Ma              | Me              | Gi              | Ve              | Sa              | Do              | Lu              | Ma              | Me              | Gi              |                 |                 |
| Maggio          | Ve              | Sa              | Do              | Lu              | Ma              | Me              | Gi              | Ve              | Sa              | Do              | Lu              | Ma              | Me              | Gi              | Ve              | Sa              | Do              | Lu              | Ma              | Me              | Gi              | Ve              | Sa              | Do              | Lu              | Ma              | Me              | Gi              | Ve              | Sa              | Do              |                 |
| Giugno          | Lu              | Ma              | Me              | Gi              | Ve              | Sa              | Do              | Lu              | Ma              | Me              | Gi              | Ve              | Sa              | Do              | Lu              | Ma              | Me              | Gi              | Ve              | Sa              | Do              | Lu              | Ma              | Me              | Gi              | Ve              | Sa              | Do              | Lu              | Ma              |                 |                 |
| Luglio          | Me              | Gi              | Ve              | Sa              | Do              | Lu              | Ma              | Me              | Gi              | Ve              | Sa              | Do              | Lu              | Ma              | Me              | Gi              | Ve              | Sa              | Do              | Lu              | Ma              | Me              | Gi              | Ve              | Sa              | Do              | Lu              | Ma              | Me              | Gi              | Ve              |                 |
| Agosto          | Sa              | Do              | Lu              | Ma              | Me              | Gi              | Ve              | Sa              | Do              | Lu              | Ma              | Me              | Gi              | Ve              | Sa              | Do              | Lu              | Ma              | Me              | Gi              | Ve              | Sa              | Do              | Lu              | Ma              | Me              | Gi              | Ve              | Sa              | Do              | Lu              |                 |
| Settembre       | Ma              | Me              | Gi              | Ve              | Sa              | Do              | Lu              | Ma              | Me              | Gi              | Ve              | Sa              | Do              | Lu              | Ma              | Me              | Gi              | Ve              | Sa              | Do              | Lu              | Ma              | Me              | Gi              | Ve              | Sa              | Do              | Lu              | Ma              | Me              |                 |                 |
| Ottobre         | Gi              | Ve              | Sa              | Do              | Lu              | Ma              | Me              | Gi              | Ve              | Sa              | Do              | Lu              | Ma              | Me              | Gi              | Ve              | Sa              | Do              | Lu              | Ma              | Me              | Gi              | Ve              | Sa              | Do              | Lu              | Ma              | Me              | Gi              | Ve              | Sa              |                 |
| Novembre        | Do              | Lu              | Ma              | Me              | Gi              | Ve              | Sa              | Do              | Lu              | Ma              | Me              | Gi              | Ve              | Sa              | Do              | Lu              | Ma              | Me              | Gi              | Ve              | Sa              | Do              | Lu              | Ma              | Me              | Gi              | Ve              | Sa              | Do              | Lu              |                 |                 |
| Dicembre        | Ma              | Me              | Gi              | Ve              | Sa              | Do              | Lu              | Ma              | Me              | Gi              | Ve              | Sa              | Do              | Lu              | Ma              | Me              | Gi              | Ve              | Sa              | Do              | Lu              | Ma              | Me              | Gi              | Ve              | Sa              | Do              | Lu              | Ma              | Me              | Gi              |                 |